# Trogodes squamosus
Trogodes squamosus är en skalbaggsart som beskrevs av Moser 1911. Trogodes squamosus ingår i släktet Trogodes och familjen Cetoniidae. Utöver nominatformen finns också underarten T. s. katanganus.